# 403 (tal)
403 är det naturliga talet som följer 402 och som följs av 404.

## Inom vetenskapen
- 403 Cyane, en asteroid.

## Inom matematiken
- 403 är ett udda tal
- 403 är ett sammansatt tal
- 403 är ett defekt tal
- 403 är ett heptagontal